# Langenstüttig und Basaltblockmeer am Buchschirmküppel bei Batten
Das Langenstüttig und Basaltblockmeer am Buchschirmküppel bei Batten ist ein rund 97½ Hektar großes Naturschutzgebiet in der hessischen Gemeinde Hilders im Landkreis Fulda. Der größte Teil des Gebiets ist als Kernzone im Biosphärenreservat Rhön ausgewiesen.
Außerdem liegt das Naturschutzgebiet innerhalb des deutlich größeren EU-Vogelschutzgebiets Hessische Rhön (Kennung DE-5425-401). Dadurch sind die Flächen Teil des europäischen Schutzgebietsnetzes Natura 2000.

## Lage und Daten
Das Naturschutzgebiet Langenstüttig und Basaltblockmeer am Buchschirmküppel bei Batten liegt auf beiden Seiten der Landesstraße 3176 die die hessische Gemeinde Hilders mit der thüringischen Gemeinde Frankenheim verbindet ungefähr in der Mitte zwischen den beiden Orten. Es entstand, indem 2013 das 1970 ausgewiesene Schutzgebiet Basaltblockmeer am Buchschirmküppel nordwestlich der Landesstraße und das 1985 ausgewiesene Schutzgebiet Langenstüttig bei Batten südöstlich der Landesstraße zu einem gemeinsamen Schutzgebiet zusammengefasst wurden. Von der Gesamtfläche von 97,45 ha gehören 88,48 ha zur Kernzone und 7,97 ha zur Pflegezone im Biosphärenreservat Rhön.
Als Naturschutzgebiet ist es seit 2013 mit der Kennnummer 1631046 im hessischen Verzeichnis ausgewiesen. und trägt seitdem die WDPA-Nummer 555560675. 
Touristisch ist das Gebiet nicht direkt durch Wanderwege erschlossen, kann allerdings von mehreren Seiten umwandert werden. Die Sehenswürdigkeiten am Buchschirm befinden sich direkt angrenzend.
Schutzziele ist neben dem Erhalt der vorhandenen Flora insbesondere die Erforschung und Dokumentation der Sukzession und der sich daraus entwickelnden Tier- und Pflanzenpopulationen.

## Geschichte, Flora und Fauna
Von besonderem Interesse sind im Gebiet die Basaltblockhalden. Nicht nur geologisch, sondern auch wegen der darauf wachsenden Flechten und Moose. Die Kernzone ist geprägt von hügeligen Waldkomplexen, naturnahen Feuchtwälder und an manchen Stellen von Quellen mit Quell- und Versumpfungsmooren. Dort ist eine sind vielfältige Pflanzenarten zu finden. Als Waldformen finden sich Zahnwurz-Buchenwald, Bergahorn-Eschenwald, Sommerlinden-Bergulmenwald sowie Hainmieren-Erlenwald.

### Bereich „Basaltblockmeer am Buchschirm“
Dieser schon seit 1970 ausgewiesene Teil befindet sich in Höhenlagen zwischen 630 und 725 m über NN. Historisch war ab dem 11. Jahrhundert damit begonnen worden, auch die Hochlagen der Rhön landwirtschaftlich und sogar ackerbaulich zu bewirtschaften. Der feuchte, nasse und mit vielen Basaltsteinen durchsetzte flachgründige Bereich um den Buchschirm wurde dabei nur als Hutung genutzt. Nachdem in der Zeit nach dem Zweiten Weltkrieg die Technisierung der Landwirtschaft eine immer schlagkräftigere Bewirtschaftung erforderte, wurden solche Flächen bestenfalls noch extensiv beweidet. Die Weiden um den Buchschirm waren gemeinschaftliche Gemeindeweiden und wurden zuletzt nur noch selten mit Schafen beweidet, was zu einer zunehmenden Verbuschung führte. Im Teilbereich findet sich auf den unteren Höhenlagen eine Weidefläche mit vielfältigen Hutebäumen und auf höheren Flächen Borstgrasrasen.
Neben einigen artenreichen Quell- und Sumpfgebieten sind im Naturschutzgebiet auf trockenen Haferbrachen auch verschiedene Orchideenarten heimisch. Weitere zum Teil seltene Pflanzenarten, die hier geschützt wachsen, sind  Borstgras, Sumpf-Dotterblume, Sumpf-Blutauge, Sumpf-Veilchen, Wollgras, verschiedene Knabenkräuter, Vogel-Nestwurz sowie die beiden in der Rhön vorkommenden Schlüsselblumen-Arten, Wald- und Wiesen-Schlüsselblume. Mittlerweile wird das Gebiet durch verschiedene Waldgesellschaften mitgeprägt. Aus dem ehemaligen Hutewald hat sich überwiegend ein Zahnwurz-Buchenwald entwickelt.

### Bereich „Langenstüttig bei Batten“
Dieser Teilbereich liegt auf Höhenlagen zwischen 540 und 635 m über NN. Dieser 1985 erstmals ausgewiesene Teil des Naturschutzgebiets mit einer Größe von 47 ha befindet sich naturräumlich im Grenzbereich zwischen Kuppenrhön und Hoher Rhön. Das bewaldete Gebiet ist geprägt von Blockschutthalden und basaltüberrollten Hängen, in denen nur kleinere Buntsandstein- und Muschelkalkbereiche zu finden sind.
Unter den verschiedenen kleinräumig verteilten unterschiedlichen Waldgesellschaften dominiert auch hier der Zahnwurz-Buchenwald. In seiner üppigen Krautschicht sind besonders Buschwindröschen, Großblütiges Springkraut, Zwiebel-Zahnwurz, Hexenkraut, Seidelbast und an manchen Stellen auch üppige Bärlauchbestände zu finden. An sickerfeuchten Stellen mit blocksteinhaltigem Untergrund gibt es sich den sich dort nur langsam entwickelnden Bergahorn-Eschenwald, in dessen Krautschicht bevorzugt Scharbockskraut, Wald-Bingelkraut, Lerchensporn und Wald-Ziest wachsen. Kleine Inseln finden sich vom Sommerlinden-Bergulmen-Blockschuttwald mit den prägenden Baumarten Berg-Ahorn, Berg-Ulme, Esche, Spitz-Ahorn und Sommer-Linde. Daneben sind an einigen Bachläufen und Quellaustritten auch Hainmieren-Erlenwälder vorhanden.
Am Randbereich der Schutzzone sind 2,5 ha Wiesen mit einbezogen. Es handelt sich dabei um Storchschnabel-Goldhaferwiesen mit den prägenden Pflanzenarten Goldhafer und Wald-Storchschnabel und Wiesen-Knöterich. Weitere für diesen Wiesentyp charakteristische Arten wie Ährige Teufelskralle, Knöllchen-Steinbrech und Wiesen-Pippau finden sich ebenso.
Die Fauna im Gebiet mit ungefähr 40.000 einheimischen Tierarten wird seit Ende der 1990er Jahre intensiv von Mitarbeitern der Senckenberg Gesellschaft für Naturforschung erfasst und dokumentiert.

## Bilder

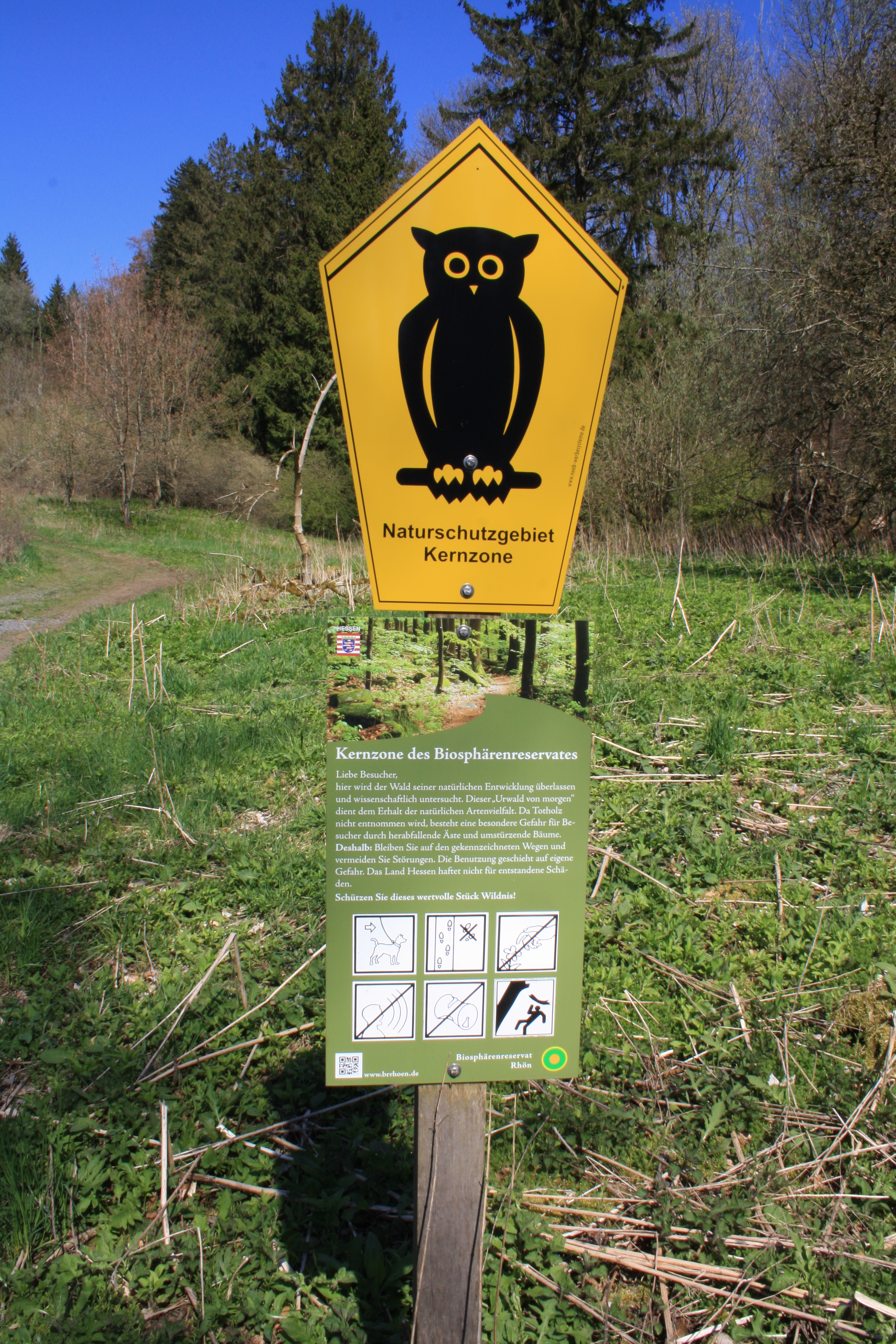
Hinweisschild
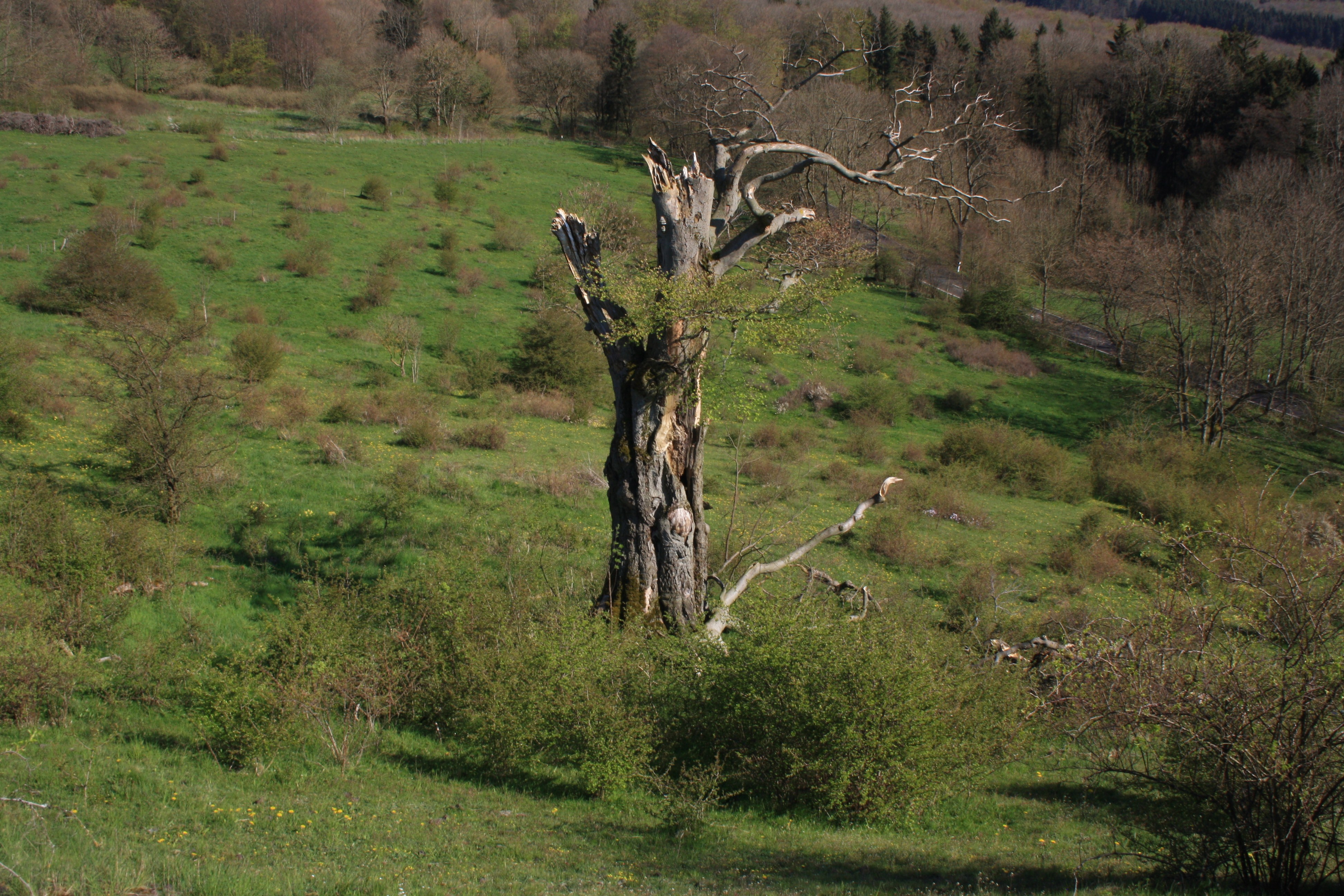
Fast abgestorbener Hutebaum in verbuschender Landschaft
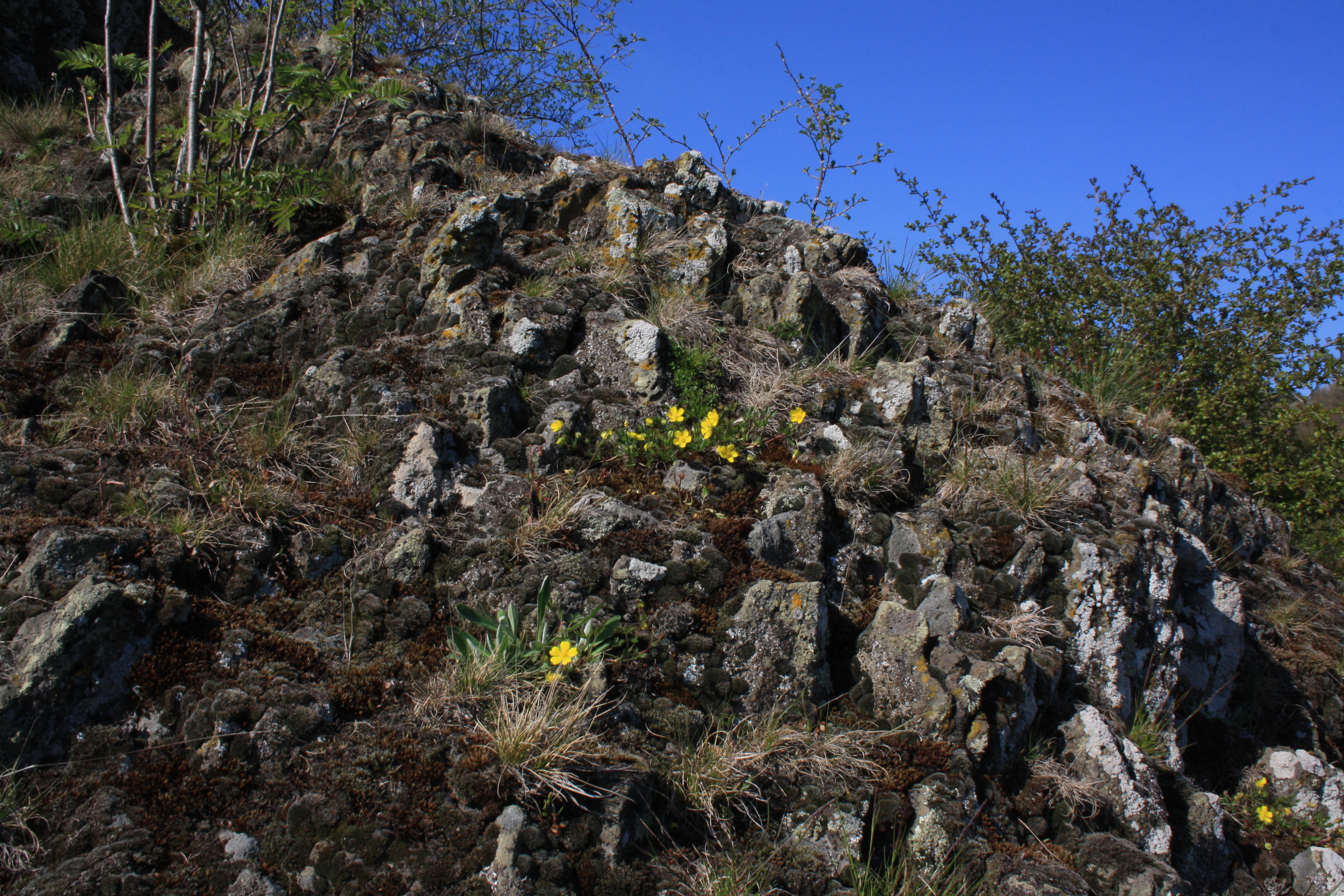
Moose und Flechten
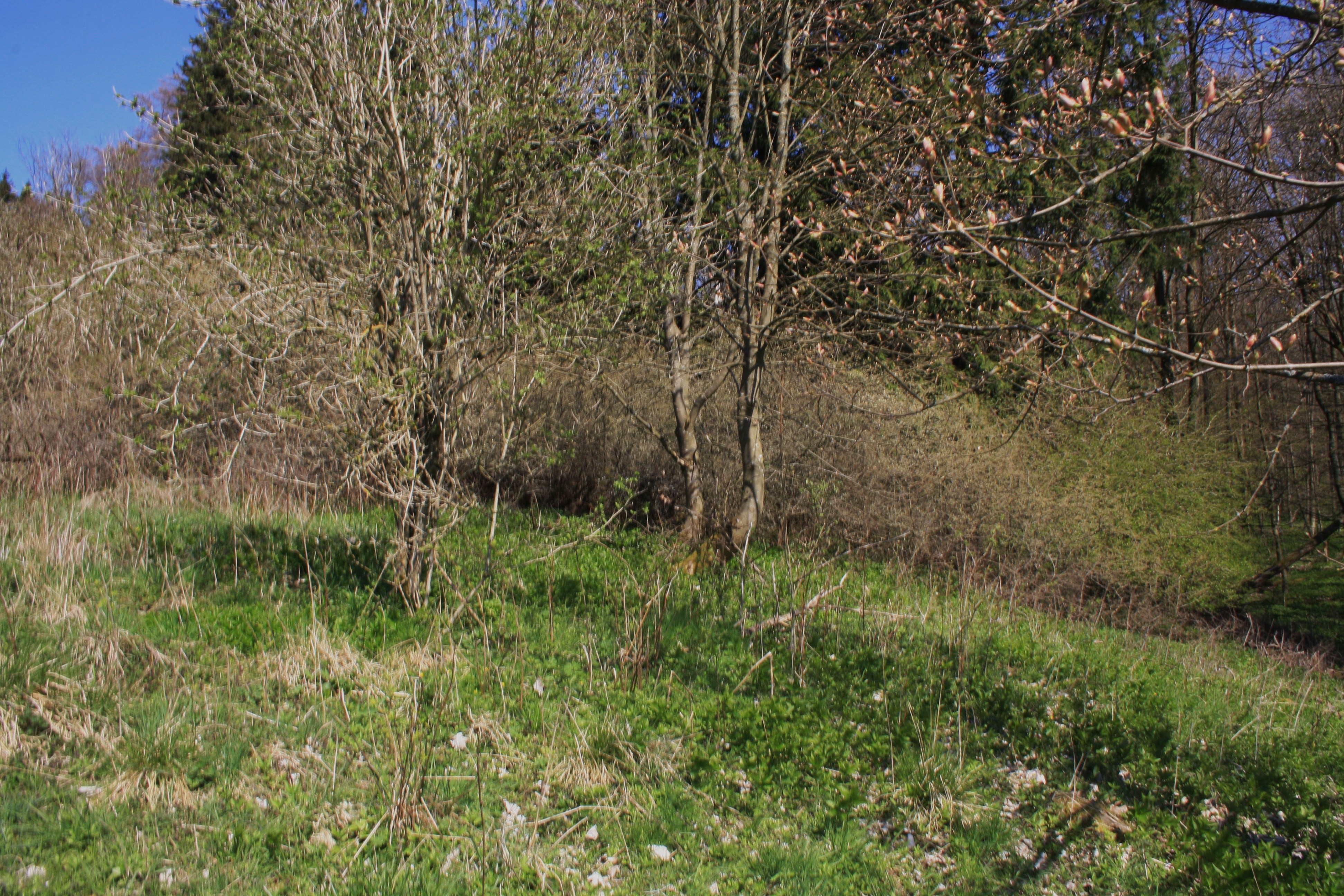
Verbuschte Huteweide